# Andrei Nikolajewitsch Maximischin

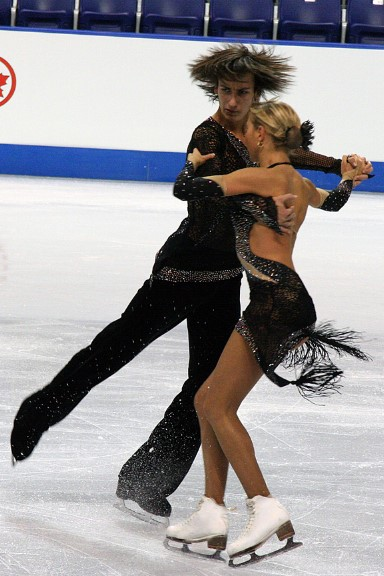
Skate Canada 2006: Anastasia Platonova und Andrei Maximischin

Andrei Nikolajewitsch Maximischin (russisch Андрей Николаевич Максимишин; * 20. Dezember 1984 in Moskau) ist ein russischer Eistänzer. 
Maximischins erste Partnerinnen waren Jana Chochlowa und Olga Orlowa. 
Später wurde Anastasia Platonowa seine Partnerin. Platonowa/Maksimischin trainierten bei Alexander Gorschkow und Sergei Schemodarow und startete für Odinzowo, Moskau. Platonowa gab allerdings im Jahr 2007 ihren Rücktritt vom aktiven Sport bekannt.
Seine jetzige Partnerin ist Natalja Michailowa. Sie trainieren bei Alexander Schulin.

## Erfolge
(mit Platonowa)

### Juniorenweltmeisterschaften
- 2005 – 6. Rang
- 2006 – 5. Rang

### Russische Meisterschaften
- 2007 – 4. Rang

## Erfolge
(mit Michailowa)

### Russische Meisterschaften
- 2008 – 4. Rang